# Atentado contra la mezquita de Peshawar de 2022
El 4 de marzo de 2022, el Estado Islámico - Provincia de Khorasan atacó una mezquita chiita en Peshawar, Khyber Pakhtunkhwa, Pakistán. Un hombre afgano que residía desde hace mucho tiempo en Pakistán cometió el ataque suicida, matando al menos a 63 personas e hiriendo a otras 196.

## Antecedentes
Durante finales del siglo XX y principios del XXI en Pakistán, los ataques islamistas y sectarios han sido muy comunes, matando a miles de personas. En 2004, sus ataques se intensificaron y se convirtieron en una insurgencia en el noroeste del país. En 2013, un ataque a una mezquita chiita mató al menos a 14 personas y otro ataque a una iglesia mató al menos a 75. Los siguientes ataques incluyeron una masacre en una escuela en 2014 y otro ataque a una mezquita chiita en 2015. Peshawar experimentó "una relativa calma" en los años anteriores al ataque de 2022, pero, por lo demás, hubo "un aumento significativo de la violencia" a lo largo de los puestos militares en la frontera entre Pakistán y Afganistán en los meses previos al ataque.
Kucha Risaldar (alternativamente romanizado Kocha Risaldar, Kucha Risalda) es un barrio predominantemente chiita en la ciudad vieja de Peshawar. La mezquita principal allí, el objetivo del ataque, se encuentra en el Bazar Qissa Khwani. Es una de las mezquitas más antiguas de la zona y es anterior al establecimiento de Pakistán como estado separado del Raj británico en 1947.

## Atentado
El 4 de marzo de 2022 a las 12:55 h. hora estándar de Pakistán (UTC+5), durante la oración del viernes, un hombre vestido de negro y armado con una pistola llegó cerca de Masjid Asna-e-Ashri en Kucha Risaldar en un rickshaw motorizado con otros dos. Luego se dirigió solo hacia el edificio a pie. disparó a los agentes de policía fuera del edificio, matando a uno e hiriendo a otro. Se dispararon cinco o seis tiros. Entró en el salón principal de la mezquita y abrió fuego contra los fieles, que llenaron los dos pisos de la mezquita. Segundos después, detonó un chaleco explosivo que transportaba alrededor de 150 cojinetes de bolas y 5 kilogramos (11 lb) de explosivos, lo que provocó una poderosa explosión que atravesó la habitación. El explosivo estaba oculto por su gran rebozo y el color oscuro de su ropa. Un testigo dijo que el atacante detonó los explosivos cuando llegó al minbar, y el inspector general de policía dijo que ocurrió en la tercera fila de la mezquita.
Inicialmente, al menos 56 o 57 personas resultaron muertas, además del perpetrador, y otras 196 resultaron heridas. Un oficial de policía creía que los rodamientos de bolas causaban la mayoría de las muertes, y muchas víctimas tenían extremidades amputadas por la metralla. Entre los muertos se encontraba el líder de oración Allama Irshad Hussein Khalil, descrito por AP News como "un destacado joven líder chiíta prometedor". El oficial herido cuando el atacante se acercó a la mezquita murió después. Fue el ataque más mortífero en Pakistán desde el bombardeo del mitin electoral del Estado Islámico en 2018 en Mastung, Baluchistán.

## Consecuencias
Las víctimas fueron llevadas al Hospital Lady Reading, 10 llegaron "en estado muy crítico" y 57 llegaron muertas. Un portavoz del hospital dijo al día siguiente que al menos 37 personas permanecían hospitalizadas con al menos 4 en estado crítico y 6 murieron durante la noche, elevando el número de muertos a 63. El 5 de marzo de 2022, el Estado Islámico – Provincia de Khorasan se atribuyó la responsabilidad del ataque a través de la Agencia de Noticias Amaq e identificó al atacante suicida como Julaybib al-Kabli. En una conferencia de prensa al día siguiente, los funcionarios de seguridad dijeron que se trataba de un alias y que habían identificado al atacante. Tanto el Estado Islámico como los funcionarios de seguridad dijeron que era ciudadano afgano, y los funcionarios agregaron que emigró a Pakistán hace décadas y que sus padres lo habían denunciado como desaparecido anteriormente, quienes sospechaban que se había unido al Estado Islámico.
El Ministro Federal de Información y Radiodifusión, Fawad Chaudhry, dijo que se establecieron tres equipos de investigación para investigar el ataque, y el portavoz del gobierno provincial dijo a los periodistas el 5 de marzo que el conductor del rickshaw había sido arrestado. 
Se llevaron a cabo funerales en Kohati Gate para 24 víctimas en la tarde del 4 de marzo de 2022 y la mañana siguiente. Los entierros, a los que asistieron cientos, estuvieron bajo estricta seguridad, incluidos perros rastreadores y registros corporales realizados tanto por la policía como por la propia seguridad de la comunidad chiita.La comunidad chiita, sintiendo que la seguridad del gobierno era demasiado laxa antes del ataque, exigió una mejor protección y organizó protestas en todo el país durante la noche del 4 de marzo para condenar el ataque.